# Rubén Gorospe
Rubén Gorospe Artabe (Mañaria, 1 de junio de 1964) es un exciclista español, profesional entre los años 1985 y 1994, durante los que consiguió dos victorias. Su hermano mayor Julián también fue un destacado ciclista profesional.
Era un buen gregario que destacaba por buscar las victorias tras escaparse en solitario. Fue compañero de equipo y gregario de su hermano y de Perico Delgado a finales de los años 1980, y de Miguel Induráin a principios de los 90.
Tras retirarse, fue director auxiliar del Euskaltel-Euskadi cuando su hermano Julián ejercía de director deportivo principal. Actualmente dirige el histórico equipo amateur Cafés Baqué y ejerció como Seleccionador Nacional de ciclo cross en 2010.

## Palmarés
1989
- 1 etapa de la Vuelta a Asturias

1994
- Subida al Txitxarro

## Resultados en Grandes Vueltas y Campeonato del Mundo
Durante su carrera deportiva ha conseguido los siguientes puestos en las Grandes Vueltas y en los Campeonatos del Mundo en carretera:
| Carrera         | 1985 | 1986 | 1987 | 1988 | 1989 | 1990 | 1991 | 1992 | 1993 | 1994 |
| --------------- | ---- | ---- | ---- | ---- | ---- | ---- | ---- | ---- | ---- | ---- |
| Giro de Italia  | -    | -    | -    | -    | -    | -    | 40.º | Ab.  | -    | -    |
| Tour de Francia | -    | -    | Ab.  | -    | -    | -    | -    | -    | -    | -    |
| Vuelta a España | -    | 58.º | 65.º | 85.º | -    | -    | -    | -    | -    | Ab.  |
| Mundial en Ruta | -    | -    | -    | -    | -    | -    | -    | -    | -    | -    |

-: No participa

Ab.: Abandono

## Equipos
- Reynolds (1984-1988)
- Reynolds-Banesto (1989)
- Banesto (1990-1993)
- Euskadi (1994)